# 花敖泡
花敖泡是一个位于中国吉林省乾安县的湖泊，面积约为12.1平方千米，平均水深约为0.5米。